# IICORE
IICORE (International Ideograph CORE Set) とは、東アジアの諸国で一般に使用される漢字集合を定めた規格である。CJK統合漢字のサブセットとして、2005年、ISO/IEC 10646:2003 Amendment 1 において、Collection番号370として制定された。

## IICOREの背景
2001年、CJK統合漢字拡張Bが制定され、符号化漢字の総数は7万を超えた。一般のフォントベンダにはフルセットの実装はほぼ不可能となった。それどころか、CJK統合漢字のUnified Repertoire and Ordering (URO)の約2万字でさえ、フル実装するにはコストが大きすぎ、また一般には使われない文字も多く含まれていた。その一方、特に香港や澳門など中国の南方でよく使われる一部の漢字は、ようやく拡張Bで取り入れられたものの、これらの文字だけを拡張Bから選んで実装する規準というものは一般に存在しなかった。
IICOREは巨大なCJK統合漢字の集合のうち、東アジアで共通によく使われる漢字のサブセットを定めようという日本の情報処理学会の試行標準（IPSJ-TS0005）がきっかけとなっている。上限として1万文字以内に抑えることを目標に制定作業が開始され、東アジアの各国・各地域の標準化委員から日常的に使われる漢字が提出された。それらの和集合を調整した9,810文字の集合が、2005年のISO/IEC 10646の改正の際にIICORE（Collection番号370）として制定された。
日本はJIS X 0208が日本語で使用される漢字のサブセットとして非常に良く機能しているため、IICOREの必要性はほとんど認識されていない。しかし香港では、ホームページにIICORE以外の漢字が使われていないかをチェックするツールが政府主導で開発されるなど、IICOREを積極的に活用しようとする例が見られる。

## IICORE の使用宣言
ISO/IEC 6429（JIS X 0211）に適合した情報送信側がIICOREを送信することを受信側に宣言する際は、エスケープ・シーケンスとして 01/11 05/11 03/03 03/07 03/00 02/00 06/13 を送信するか、またはコントロール・シーケンスとして 09/11 03/03 03/07 03/00 02/00 06/13 を送信する。